# Tibidabo
A Tibidabo a Serra de Collserola hegység legmagasabb pontja. 532 m magas. Barcelona közelében található, tetejéről kilátás nyílik a városra és a környező hegyekre.

## A név eredete
A név a "tibi dabo" (neked fogom adni) latin kifejezésből ered. Ez szerepel a Szentírásban. Máté evangéliuma szerint: "Végül egy igen magas hegyre vitte az ördög, s felvonultatta szeme előtt a világ minden országát és dicsőségüket. „Ezt mind neked adom – mondta –, ha leborulva imádsz engem.” Jézus elutasította: „Távozz, ördög! Meg van írva: Uradat, Istenedet imádd, s csak neki szolgálj!” Erre otthagyta az ördög és angyalok jöttek a szolgálatára." (Máté 4:8 - 4:11) 

## Látnivalók
- Funicular del Tibidabo - siklóvasút
- Vidámpark - Európa második legrégebbi vidámparkja
- Sagrat Cor - templom